# Le Gué-de-Longroi
Le Gué-de-Longroi település Franciaországban, Eure-et-Loir megyében. Lakosainak száma 889 fő (2022. január 1.). Le Gué-de-Longroi Umpeau, Ymeray és Levainville községekkel határos.

## Népesség
A település népességének változása:
| Lakosok száma | 318  | 461  | 733  | 746  | 915  | 932  | 945  | 947  | 948  | 889  |
|               | 1968 | 1982 | 1990 | 2006 | 2013 | 2015 | 2017 | 2019 | 2020 | 2022 |